# Globidensini
I Globidensini o Globidentatini sono una tribù di mosasauri mosasaurini, un gruppo eterogeneo di lucertole marine vissuto nel Cretaceo superiore. I membri di questa tribù, conosciuti come "globidensini" o "mosasauri globidensini", sono stati recuperati in Nord America, Europa, Africa e Asia. La tribù contiene i generi Globidens (il genere meglio studiato), Carinodens, Igdamanosaurus, Harranasaurus e Xenodens. Alcune caratteristiche della mascella e delle dita rendono incerta la collocazione di Carinodens e Xenodens nella tribù; alcuni ricercatori hanno suggerito che potrebbero essere collocati in modo più appropriato nei Mosasaurini.
Verso la fine del Cretaceo, una serie di adattamenti permise a questi mosasauri altamente specializzati, caratterizzati da denti a forma circolare, di riconquistare con successo la nicchia ecologica durofaga. Questa particolare nicchia ecologica rimase vuota per la maggior parte del Mesozoico, sin dall'estinzione dei placodonti e dell'ittiosauro durofago Grippia. La rarità dei Globidensini nella documentazione fossile rimane un mistero, ed forse è dovuta alla preferenza dell'habitat (acque profonde), a qualche altra forma di pregiudizio tafonomico o allo stile di vita durofago che non consente in primo luogo lo stabilirsi di grandi popolazioni. In Angola, la loro scomparsa coincide con l'estinzione delle conchiglie Inoceramus.
I denti robusti e circolari dei Globidensini sono stati talvolta paragonati a quelli dei generi Prognathodon e Plesiotylosaurus, entrambi talvolta inclusi all'interno di questa tribù. Probabilmente detti generi non sono così strettamente legati a Globidens come tale inclusione farebbe pensare, ed è più probabile che si tratti di casi di convergenza evolutiva.
L'etimologia della tribù deriva dal genere Globidens, il cui nome deriva dalla combinazione delle parole latine globus ossia "globo" e dens ossia "denti".

## Descrizione

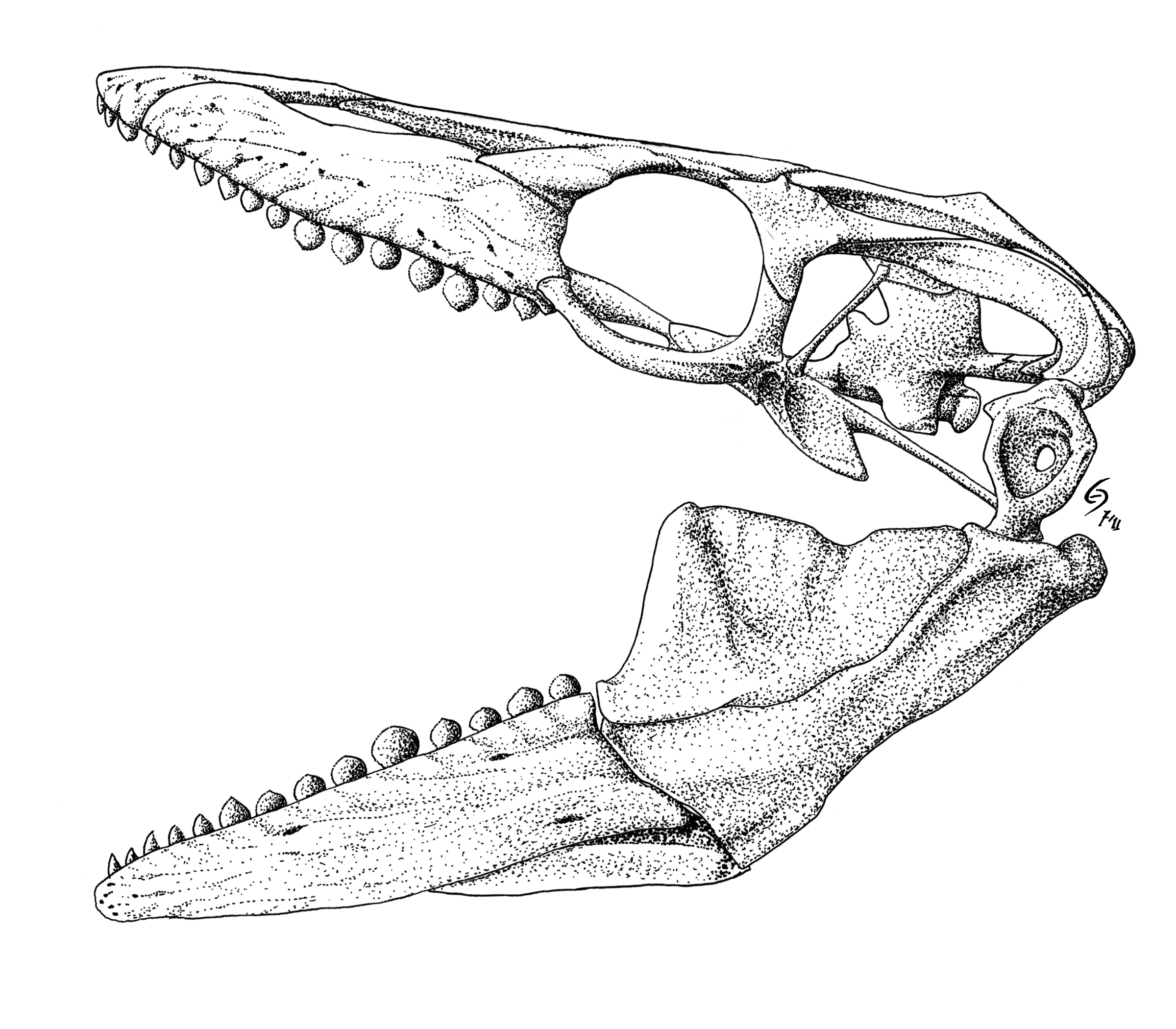
Illustrazione del cranio di Globidens dakotensis, che mostra i caratteristici denti circolari

Nel complesso, i globidensini erano mosasauri di medie dimensioni, con lo stesso Globidens che in media poteva raggiungere i 6 metri di lunghezza. I denti di Globidens, Carinodens e Igdamanosaurus differiscono da quelli di tutti gli altri mosasauri per essere molto più robusti e di forma vagamente circolare. La maggior parte dei generi di mosasauro hanno denti affilati adatti ad afferrare prede morbide e scivolose, come pesci e cefalopodi. Sebbene alcuni fossero chiaramente in grado di frantumare i gusci di prede corazzate, nessuno era specializzato come Globidens e i suoi parenti, che combinavano crani robusti e potenti con denti semisferici capaci di frantumare i gusci di animali come ammoniti, bivalvi e piccole tartarughe.
Russell (1967) non offrì una diagnosi corretta per la tribù quando le diede il nome, a causa di quanto poco conosciuta fosse l'osteologia di Globidens all'epoca, tuttavia eresse una nuova tribù per via delle caratteristiche chiaramente distinte che separavano Globidens dal resto dei Mosasaurinae, e considerò Globidens come un discendente derivato di Clidastes.
Una definizione suggerita più recentemente è una definizione basata sui rami che diagnostica i Globidensini come "il clade più inclusivo contenente Globidens dakotensis ma non Mosasaurus hoffmannii".

### Meccanica delle fauci
Entrambi i generi Globidens e Prognathodon (talvolta classificato anch'esso come un globidensino, anche se il più delle volte no) hanno adattamenti a una potente muscolatura della mascella. Il rapporto tra la lunghezza della finestra sopratemporale e la lunghezza totale del cranio è stato precedentemente utilizzato come misura improvvisata per la forza del morso dei mosasauri, ed è piuttosto elevato in questi generi (0,27 in Globidens dakotensis e 0,22 in Prognathodon overtoni e P. saturator) rispetto ad altri mosasauri come Mosasaurus hoffmannii (con un rapporto di 0,19).